# Cratone Pilbara

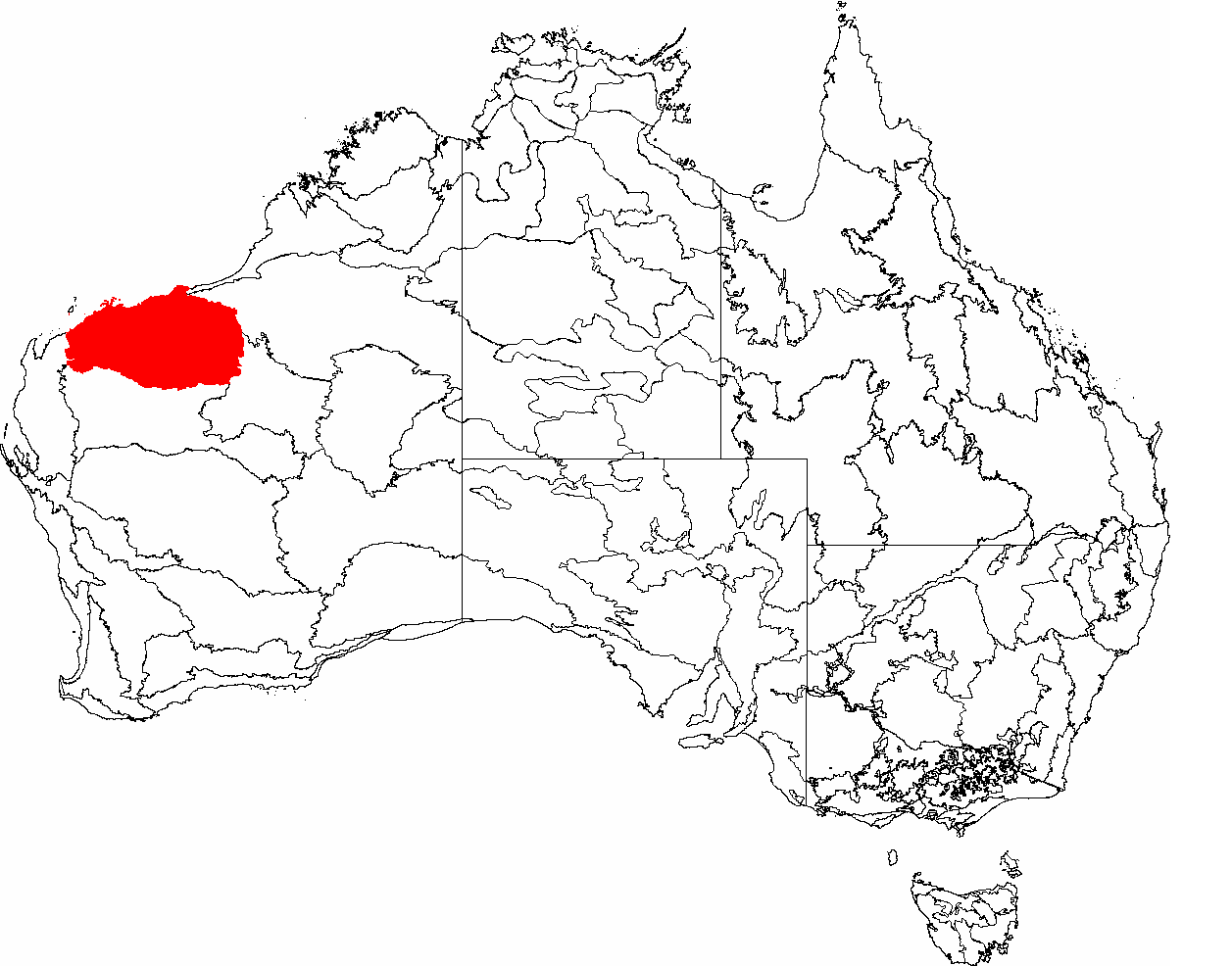
Mappa dell'Australia con la regione di Pilbara in rosso.

Il cratone Pilbara è una antichissima e stabile porzione della litosfera continentale, situata nella regione di Pilbara, in Australia Occidentale. È uno delle sole due croste incontaminate dell'Archeano identificate sulla Terra, risalente a 2,7-3,6 miliardi di anni fa; l'altra è il cratone del Kaapvaal in Sudafrica. Entrambi questi luoghi potrebbero essere stati parte del supercontinente Vaalbara o del continente di Ur. 
Studi effettuati analizzando la composizione degli isotopi dell’ossigeno nei cristalli di zirconi presenti nelle rocce del cratone avrebbero confermato le ipotesi preesistenti in base alle quali i processi che hanno formato i continenti sono iniziati con impatti di meteoriti giganti.
Nel maggio 2017 sono stati trovati in depositi di geyserite e altri minerali risalenti a 3,48 miliardi di anni e appartenenti al cratone Pilbara, quelle che sono ritenute essere tra le più antiche testimonianze dell'evoluzione della vita sulla Terra. Le più antiche evidenze dirette della vita sulla Terra sembrano essere alcuni fossili di microorganismi completamente mineralizzati ritrovati in rocce di selce risalenti a 3,465 miliardi di anni fa.